# Анисимова, Наталья Юрьевна
Наталья Юрьевна Анисимова (Гуськова) (род. 16 ноября 1960) — советская и российская гандболистка. Заслуженный мастер спорта СССР (1982).

## Биография

### Игровая карьера

#### Клубная
Выступала за «Кубань» (Краснодар). Дважды вместе с «Кубанью» побеждала в розыгрыше Кубка кубков (1987, 1988). Двукратная чемпионка СССР в составе «Кубани» (1989, 1992). 5 раз была серебряным призёром союзных чемпионатов (1983, 1984, 1986, 1987, 1988). В 90-е выступала в Югославии за клуб «Будучность», была чемпионом и обладателем Кубка Югославии. На турнире в Варне ей вручили «Стрельца», специальный приз, предназначенный для лучшего бомбардира.

#### В сборной
Чемпион мира 1982 года. Двукратный бронзовый призёр Олимпийских игр (Сеул-1988 и Барселона-1992). Также в составе сборной СССР стала победительницей турнира «Дружба-84» (альтернативы Олимпийским играм в Лос-Анджелесе), чемпионом Игр доброй воли (1986). Серебряный медалист Спартакиады народов СССР (1983).

### Личная жизнь
Закончила Кубанский государственный университет физической культуры, спорта и туризма . Работала в комиссии спортсменов Международной гандбольной федерации. Замужем, дети — дочь Анна и сын Антон.